# 黑山镇 (重庆市)
黑山镇，是中华人民共和国重庆市綦江区下辖的一个乡镇级行政单位。

## 行政区划
黑山镇下辖以下地区：
鱼子村、南门村、北门村和天星村。